# Paravilla villica
Paravilla villica är en tvåvingeart som först beskrevs av Philippi 1865.  Paravilla villica ingår i släktet Paravilla och familjen svävflugor. Inga underarter finns listade i Catalogue of Life.